# Polygala merenskiana
Polygala merenskiana är en jungfrulinsväxtart som beskrevs av Moritz Kurt Dinter. Polygala merenskiana ingår i släktet jungfrulinssläktet, och familjen jungfrulinsväxter. Inga underarter finns listade i Catalogue of Life.